# Siège d'Alexandrie (47 av. J.-C.)
Pour les articles homonymes, voir Siège d'Alexandrie.
Guerre civile de César
Batailles
- Marseille (navale)
- Ilerda
- Bagradas
- Marseille (siège)
- Dyrrachium
- Pharsale
- Alexandrie
- Ruspina
- Thapsus
- Munda

Le siège d'Alexandrie inclut une série d'escarmouches et batailles qui ont lieu entre les forces de Jules César, Cléopâtre VII, Arsinoé IV, et Ptolémée XIII, entre 48 et 47 av. J.-C. . Pendant ce temps, César est engagé dans la guerre civile contre les forces du Sénat romain.

## Prélude
Après la Bataille de Pharsale, entre les forces de César et celles de Pompée et le Sénat, la majorité des forces commandées par Pompée sont dispersés ou soumises à César. Pompée, cependant, s'échappe via Amphipolis en Égypte, et est tué lors du débarquement  par Achillas et Lucius Septimius, anciens soldats de son armée. L'assassinat a été organisé par l'eunuque Pothin et Théodote de Chios, conseillers du pharaon, Ptolémée jugeant que César serait heureux de la mort de son adversaire.

## Événements
César est horrifié par le meurtre de Pompée. Il exige le remboursement de l'argent prêté à Ptolémée XII Aulète par Rome et accepte de régler le litige entre Ptolémée XIII et sa sœur Cléopâtre VII. César choisit de favoriser Cléopâtre.
Achillas rejoint Pothin et résiste à César. Au commandement de l'armée qui lui est confiée par Pothin, il marche sur Alexandrie avec 20 000 fantassins et 2 000 cavaliers. César, qui est à Alexandrie, n'a pas suffisamment de forces pour résister. Il envoie des ambassadeurs à Achillas qui les  assassine, mettant un terme à toute réconciliation. Achillas  marche sur Alexandrie et occupe la plus grande partie de la ville. Pendant ce temps, Arsinoé, la jeune sœur de Ptolémée, rejoint Achillas. En 47 av. J.-C., des dissensions éclatent, Arsinoé fait tuer Achillas par Ganymède, un eunuque à qui elle confie le commandement des armées,,,. Ganymède remporte quelques victoires sur  César, dont les forces sont moins nombreuses. Néanmoins les officiers de Ganymède sous prétexte de vouloir la paix, négocient avec César pour remplacer Arsinoé par Ptolémée XIII, qui a été libéré . Les Romains reçoivent le renfort de Mithridate de Pergame et Antipater de Judée. Un dernier affrontement la bataille du Nil a lieu sur le côté ouest du Nil. César est victorieux et Ptolémée se noie en tentant de monter sur un navire.

## Conséquences
La couronne de Ptolémée revient conjointement à son jeune frère Ptolémée XIV et Cléopâtre. Arsinoé est emmenée à Rome  comme prisonnière, bannie au Temple d'Artémis à Éphèse, et exécutée sur les ordres de Cléopâtre et de Marc Antoine.